# کنجی توماشینو
کنجی توماشینو (انگلیسی: Kenji Tomashino؛ زادهٔ ۱۱ اکتبر ۱۹۶۶) بازیکن بیس‌بال اهل ژاپن است.